# Casa del Forn dels Jueus
Casa del Forn dels Jueus és una obra de Tàrrega (Urgell) protegida com a Bé Cultural d'Interès Local.

## Descripció
Edifici de planta baixa, dos pisos i golfes amb un sol eix de composició vertical. La portada d'accés, d'arc pla, està adovellada i compta amb una llinda de pedra.
Aquest immoble coincideix, probablement, amb el mateix emplaçament del forn de pa dels jueus que habitaven el call, i encara conserva, als seus baixos, elements estructurals del seu passat medieval, com ara dos arcs ogivals adovellats.

## Història
La via on està situat aquest edifici formava part del call jueu medieval; de fet, era el seu eix vertebrador. A mesura que el carrer descendeix cap al riu va adquirint diferents noms: carrer dels Jueus, del Forn dels Jueus, del Call i de l'Escola dels Jueus. El nom “Forn dels Jueus” coincidia amb aquell tram on s'ubicava el forn de pa.
Durant el segle xv, a l'actual carrer de l'Estudi hi vivien tant jueus com cristians.